# Юні-Ламан (футзальний клуб)
МФК «Юні-Ламан» — український футзальний клуб з Одеси. Був заснований 2008 року. Припинив існування під час сезону 2017/2018.

## Історія

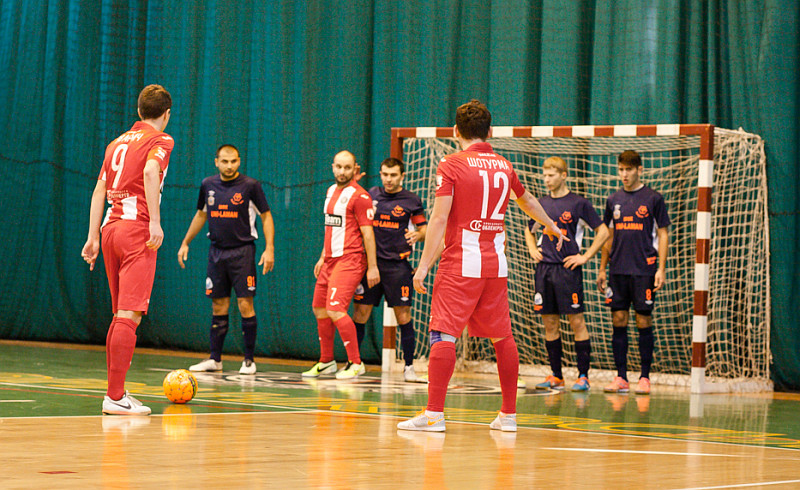
Фрагмент матчу Екстра-ліги «Ураган» — «Юні-Ламан» (сезон 2016/17)

Футзальний клуб «Uni-Laman Group» був заснований 2008 року. Команда була постійним учасником різноманітних турнірів і 2012 року виграла міжнародний турнір Суперкубок «Біла акація», а також стала бронзовим призером чемпіонату Одеси. В наступному сезоні «Uni-Laman Group» зробив крок вперед і завоював срібні нагороди чемпіонату міста.
За підсумками сезону 2014/2015 колектив вдруге у своїй історії завоював бронзу чемпіонату Одеси, а також виграв Кубок і Суперкубок міста. Після цього назву клубу було скорочено до «Uni-Laman» (Юні-Ламан).
Перед сезоном 2015/16 новим головним тренером команди став відомий фахівець Сергій Бутенко, а склад команди сформувався шляхом поєднання гравців «Юні-Ламану» та іншої одеської команди «Транс-Оушен». Цей сезон став дебютним для одеситів у Першій лізі чемпіонату України, де команда одразу завоювала бронзові нагороди.
Літом 2016 року у рамках підготовки до старту в Екстра-лізі команда зіграла на міжнародному турнірі на призи заслуженого тренера України Валерія Водяна, а також у турнірі «Summer Futsal Fest-2016», який у підсумку і виграла. Дебютний сезон на найвищому рівні вийшов невдалим і команда посіла останнє місце в Екстра-лізі.
Попри те, що команда базувалася в Одесі, свої домашні матчі у Першій лізі і у першому сезоні в Екстра-лізі, вона проводила у Чорноморську.
2 листопада 2017 року одеський клуб повідомив про своє зняття з чемпіонату України в Екстра-лізі сезону 2017/2018 через фінансові проблеми. На той момент команди після 7 турів посідала 9 місце (з 10 учасників) у турнірній таблиці, маючи в активі 4 очки.

## Досягнення

#### Чемпіонат
- Перша ліга:
  -  Бронзовий призер (1): 2015–2016.

## Гравці

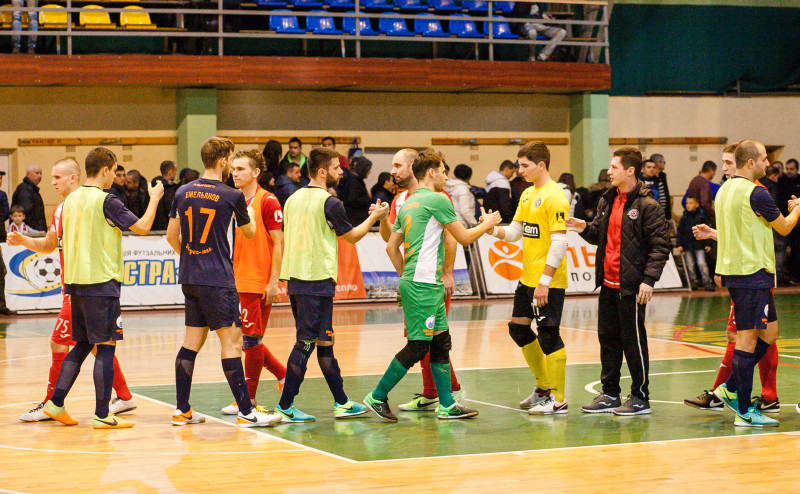
Рукостискання після завершення матчу Екстра-ліги «Ураган» — «Юні-Ламан» (сезон 2016/17)

Склад у сезоні 2017/18 відповідно до офіційного сайту клубу [Архівовано 16 грудня 2017 у Wayback Machine.]
| #  | Позиція   | Ім'я               | Національність |
| -- | --------- | ------------------ | -------------- |
| 1  | Воротар   | Володимир Кудимов  | Україна        |
| 2  | Воротар   | Рустам Рахметов    | Україна        |
| 12 | Воротар   | Віталій Зеленчук   | Україна        |
| 10 | Універсал | Ігор Фещенко       | Україна        |
| 13 | Універсал | Максим Коптєв      | Україна        |
| 9  | Універсал | Віталій Гавриленко | Україна        |
| 95 | Універсал | Євген Чумак        | Україна        |
| 11 | Універсал | Юрій Лоскутов      | Україна        |
| 91 | Універсал | Рустам Циня        | Україна        |
| 8  | Універсал | Андрій Солодов     | Україна        |
| 6  | Універсал | Гор Захарян        | Вірменія       |
| 33 | Універсал | Бесік Мікая        | Грузія         |
| 22 | Універсал | Роман Горпинич     | Україна        |
| 5  | Універсал | Дмитро Якубець     | Україна        |
| 20 | Універсал | Віталій Байцур     | Україна        |

## Головні тренери клубу
- Сергій Бутенко (2015 — 16.10.2017)[11]
- Максим Коптєв (16.10 — 2.11.2017)